# ماتوك

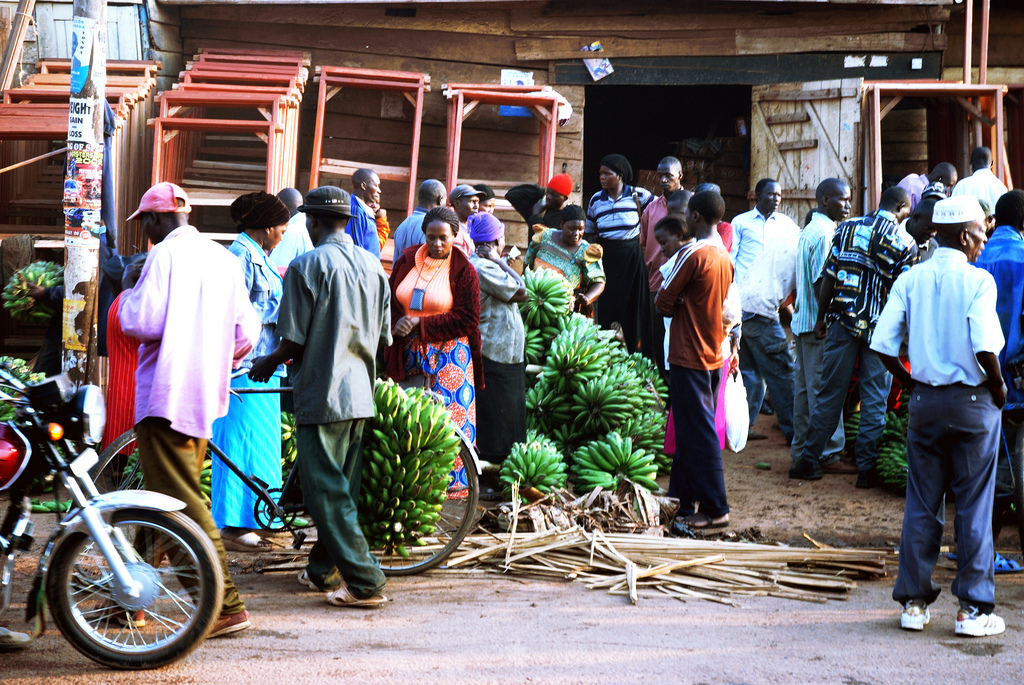
سوق الماتوك في كمبالا في أوغندا

 ماتوك Matoke هو طبق طعام يتكون من نبات موز الجنة المسلوق، ويعتبر من الأكلات الشعبية في أوغندا.